# Cabinet Stoiber III
État libre de Bavière
Stoiber II Stoiber IV
Le cabinet Stoiber III (en allemand : Kabinett Stoiber III) est le gouvernement du Land allemand de la Bavière entre le 6 octobre 1998 et le 14 octobre 2003, durant la quatorzième législature du Landtag.

## Coalition et majorité
Dirigé par le ministre-président conservateur sortant Edmund Stoiber, ce gouvernement est constitué et soutenu par la seule Union chrétienne-sociale en Bavière (CSU), qui dispose de 123 députés sur 204, soit 60,3 % des sièges au Landtag.
Il est formé après les élections régionales du 13 septembre 1998 et succède au cabinet Stoiber II, également constitué de la seule CSU. Au cours du scrutin, les conservateurs conservent leur majorité absolue, acquise depuis 1962. C'est à l'ouverture de cette législature que s'applique la révision constitutionnelle qui porte à cinq ans, contre quatre auparavant, la durée du mandat parlementaires.
Lors des élections régionales du 21 septembre 2003, la CSU progresse de presque huit points et franchit la majorité des deux tiers au Landtag. Un tel résultat, qui conforte le parti au pouvoir et le ministre-président, permet la formation du cabinet Stoiber IV.

## Composition

### Initiale (6 octobre 1998)
- Les nouveaux ministres sont indiqués en gras, ceux ayant changé d'attributions en italique.

| Portefeuille                                                                                             | Titulaire | Titulaire                                                               | Parti |
| --- | --------- | ----------------------------------------------------------------------- | ----- |
| Ministre-président                                                                                       |           | Edmund Stoiber                                                          | CSU   |
| Vice-ministre-président Ministre du Travail, de l'Ordre social, de la Famille, des Femmes et de la Santé |           | Barbara Stamm                                                           | CSU   |
| Ministre de l'Intérieur                                                                                  |           | Günther Beckstein                                                       | CSU   |
| Ministre de la Justice                                                                                   |           | Alfred Sauter (jusqu'au 04/09/1999 Manfred Weiß (à partir du 13/09/1999 | CSU   |
| Ministre des Finances                                                                                    |           | Kurt Faltlhauser                                                        | CSU   |
| Ministre de l'Économie, des Transports et de la Technologie                                              |           | Otto Wiesheu                                                            | CSU   |
| Ministre de l'Alimentation, de l'Agriculture et des Forêts                                               |           | Josef Miller                                                            | CSU   |
| Ministre du Développement régional et des Questions environnementales                                    |           | Werner Schnappauf                                                       | CSU   |
| Ministre de l'Enseignement et de l'Éducation                                                             |           | Monika Hohlmeier                                                        | CSU   |
| Ministre de la Science, de la Recherche et des Arts                                                      |           | Hans Zehetmair                                                          | CSU   |
| Ministre sans portefeuille Directeur de la chancellerie régionale                                        |           | Erwin Huber                                                             | CSU   |
| Ministre des Affaires fédérales et européennes                                                           |           | Reinhold Bocklet                                                        | CSU   |

### Remaniement du 30 janvier 2001
- Les nouveaux ministres sont indiqués en gras, ceux ayant changé d'attributions en italique.

| Portefeuille                                                                  | Titulaire | Titulaire         | Parti |
| ----------------------------------------------------------------------------- | --------- | ----------------- | ----- |
| Ministre-président                                                            |           | Edmund Stoiber    | CSU   |
| Vice-ministre-président Ministre de l'Intérieur                               |           | Günther Beckstein | CSU   |
| Ministre de la Justice                                                        |           | Manfred Weiß      | CSU   |
| Ministre des Finances                                                         |           | Kurt Faltlhauser  | CSU   |
| Ministre de l'Économie, des Transports et de la Technologie                   |           | Otto Wiesheu      | CSU   |
| Ministre de l'Agriculture et des Forêts                                       |           | Josef Miller      | CSU   |
| Ministre de la Santé, de l'Alimentation et de la Protection des consommateurs |           | Eberhard Sinner   | CSU   |
| Ministre du Développement régional et des Questions environnementales         |           | Werner Schnappauf | CSU   |
| Ministre de l'Enseignement et de l'Éducation                                  |           | Monika Hohlmeier  | CSU   |
| Ministre de la Science, de la Recherche et des Arts                           |           | Hans Zehetmair    | CSU   |
| Ministre du Travail, de l'Ordre social, de la Famille et des Femmes           |           | Christa Stewens   | CSU   |
| Ministre sans portefeuille Directeur de la chancellerie régionale             |           | Erwin Huber       | CSU   |
| Ministre des Affaires fédérales et européennes                                |           | Reinhold Bocklet  | CSU   |